# Нерсісянська школа
Нерсісянська школа (вірм. Ներսիսյան դպրոց), також відома як Нерсісянська вірменська апостольська семінарія — загальноосвітня вірменська школа у Тбілісі (Грузія), що діяла з 1824 по 1924 роки. Була однією з найвідоміших вірменських середніх шкіл. Відігравала виняткову роль в житті вірменського народу, оскільки серед її випускників було багато вірменських письменників, вчених, громадсько-політичних і державних діячів, відомих педагогів.

## Історія

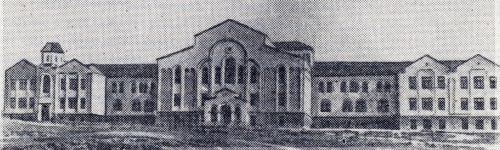
Нерсісянська школа

Вірменська школа була заснована в Тбілісі в 1824 році з ініціативи глави Грузинської єпархії Нерсеса Аштаракеці. Пізніше вона отримала назву на честь свого засновника -Нерсеса Аштаракеці. Автором будівельного проекту був Лімкур, архітектор з Санкт-Петербурга, а витрати на будівництво покривав меценат-вірменин Олександр Манташянц. Першим інспектором був видатний вірменський письменник і педагог Арутюн Аламдарян.
Школа була одним з центрів вірменської культури і грала дуже важливу роль у всіх сферах вірменського суспільства. Її першими випускниками були засновник нової вірменської літератури, великий просвітитель Хачатур Абовян, редактор-видавець «Північного сяйва», публіцист Степанос Назарян, один з прихильників нового виду театру, Галуст Шермазанян і інші. У ній навчався відомий письменник Перч Прошян, письменник і педагог Газарос Агаян, поет Ованес Туманян, всесвітньо відомий художник-скульптор Єрванд Кочар, письменник Деренік Демірчян, етнограф Єрванд Лалаян і багато інших видатних вірменські діячі культури.
У школі навчалися полководець Айк Бжшкян, генерал-майор артилерії Ованес Ованоглян і інші.